# Rudolf Raftl
Rudolf Raftl (Vienna, 7 febbraio 1911 – 5 settembre 1994) è stato un calciatore austriaco, di ruolo portiere.

## Carriera
Cresciuto nell'Hertha Vienna, Raftl divenne il simbolo del Rapid Vienna con cui vinse molti trofei. Trasferito in bianco-verde nel 1930, vi rimase per quindici anni vincendo quattro campionati austriaci, uno tedesco e una Coppa di Germania. Fu portiere nella finale per il titolo tedesco del 1941, quando il Rapid, sotto di tre reti dallo Schalke, recuperò e vinse 4-3.
In Nazionale esordì nel 1933, e già l'anno dopo era aggregato alla selezione che disputò la Coppa del Mondo in Italia. Divenne titolare in occasione delle qualificazioni al Mondiale del 1938 ma, a causa dell'annessione dell'Austria alla Germania, la Nazionale austriaca non poté prendere parte al torneo, benché qualificata. Raftl ai Mondiali ci andò lo stesso, ma vestendo la divisa della Germania, di cui fu titolare per altri due anni.
Dopo la seconda guerra mondiale giocò altre due stagioni nel First Vienna.

## Palmarès

### Club

#### Competizioni nazionali
- Campionato austriaco: 4

Rapid Vienna: 1933-1934, 1937-1938, 1939-1940, 1940-1941
- Campionato tedesco: 1

Rapid Vienna: 1940-1941
- Coppa di Germania: 1

Rapid Vienna: 1937-1938

#### Competizioni internazionali
- Coppa Mitropa: 1

Rapid Vienna: 1930